# أليخاندرو سكوبيلي
أليخاندرو سكوبيلي كازانوفا (بالإسبانية: Alejandro Scopelli Casanova)‏ (12 مايو 1908 في لابلاتا – 23 أكتوبر 1987 في مكسيكو) لاعب ومدرب كرة قدم أرجنتيني راحل . لعب لصالح منتخب الأرجنتين من 1929 إلى 1941 وكان من ضمنها المشاركة في بطولة كأس العالم لكرة القدم 1930 كما مثل منتخب إيطاليا في مباراة دولية واحدة.

## المسيرة الرياضية كلاعب
بدأ سكوبيلي مسيرته الرياضية في الأرجنتين مع نادي إستوديانتيس دو لا بلاتا وحقق معه نجاحا كبيرا حتى تم إطلاق لقب عليه وهو الفيلسوف . في سنة 1931 سجل 31 هدف ولكنه لم يتوج بلقب الهداف بسبب أن ألبيرتو زوزايا سجل 33 هدف .
في سنة 1933 انتقل سكوبيلي إلى إيطاليا حيث لعب لصالح نادي روما وإنتر ميلان . خلال تواجده هناك شارك مع منتخب إيطاليا . في سنة 1936 عاد سكوبيلي إلى الأرجنتين وانضم إلى نادي راسينغ . في مسيرته التالية انضم إلى نادي النجم الأحمر باريس الفرنسي. عند اندلاع الحرب العالمية الثانية انتقل إلى البرتغال ولعب مع نادي بيلينيسيس ثم مع نادي بنفيكا . في سنة 1942 عاد سكوبيلي إلى قارة أمريكا الجنوبية وانضم إلى نادي يونيفرسيداد دي تشيلي التشيلياني .

## المسيرة التدريبية
بعد اعتزاله اللعب اتجه إلى مهنة التدريب حيث درب العديد من الأندية من ضمنها أمريكا (المكسيك) ، فالنسيا ، إسبانيول ، ديبورتيفو لاكورونيا (إسبانيا) ، بيلينينسيس  ، سبورتنغ لشبونة ، بورتو (البرتغال) ، ويونيفرسيداد دو تشيلي (تشيلي) .
كما قاد سكوبيلي منتخبات وطنية أمثال تشيلي ، البرتغال ، والمكسيك .